# Liste der Monuments historiques in Villars-sur-Var
Die Liste der Monuments historiques in Villars-sur-Var führt die Monuments historiques in der französischen Gemeinde Villars-sur-Var auf.

## Liste der Bauwerke
| Bezeichnung             | Beschreibung              | Standort                 | Kennzeichnung | Schutzstatus | Datum | Bild           |
| ----------------------- | ------------------------- | ------------------------ | ------------- | ------------ | ----- | -------------- |
| Kirche St-Jean-Baptiste | Erbaut im 13. Jahrhundert | Place de l’Église (Lage) | PA00080919    | Inscrit      | 1983  | weitere Bilder |

## Liste der Objekte

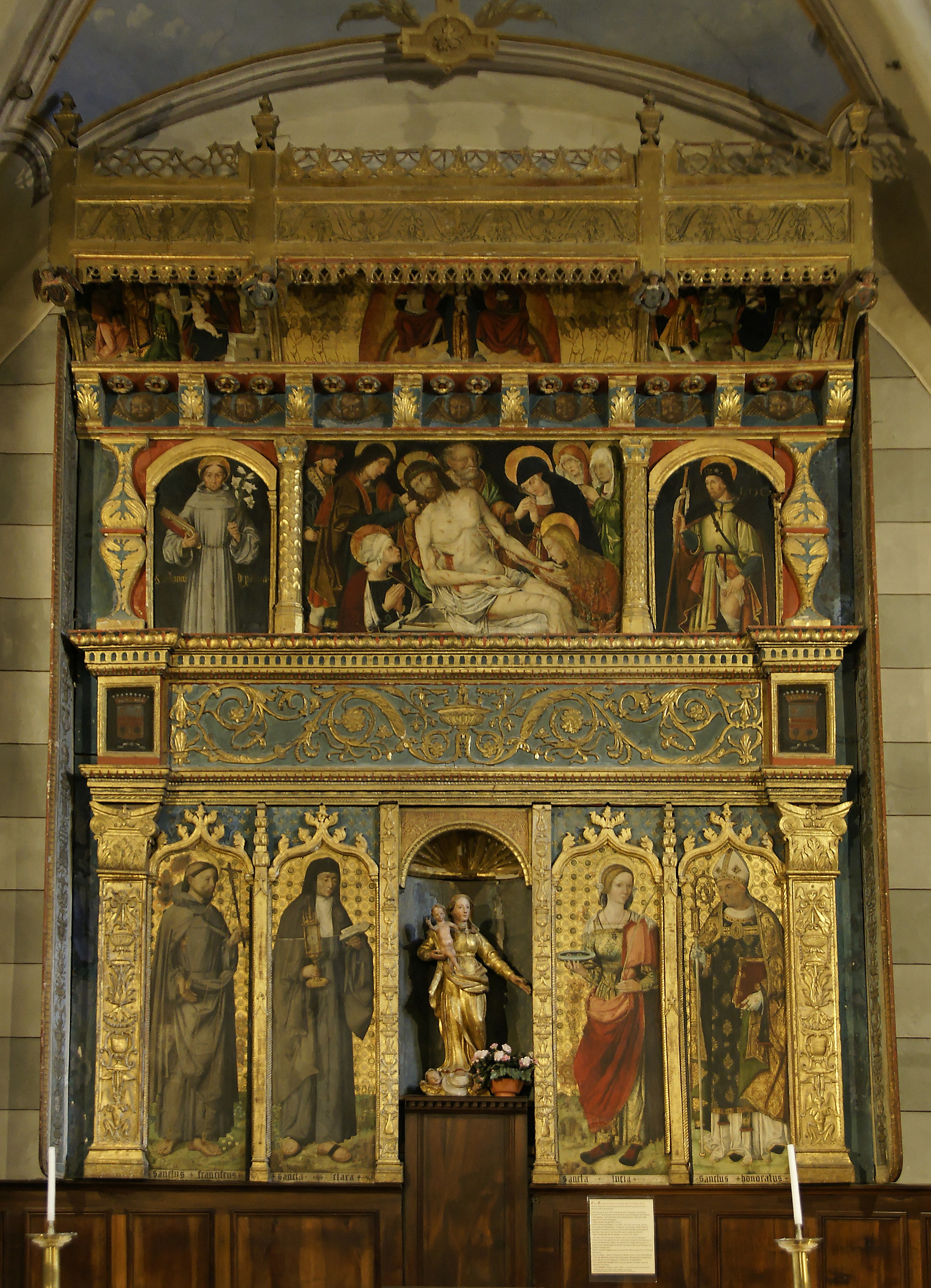
Retabel in der Kirche St-Jean-Baptiste (Anfang des 16. Jahrhunderts)

- Monuments historiques (Objekte) in Villars-sur-Var in der Base Palissy des französischen Kultusministeriums